# Rice Hill
Rice Hill (egykor Ricehill) az Amerikai Egyesült Államok északnyugati részén, Oregon állam Douglas megyéjében, az Interstate 5 közelében elhelyezkedő önkormányzat nélküli település.
Névadója Isadore F. Rice vagy William S. Rice. A posta 1892 és 1908 között működött. A domborzati viszonyok a telepesek és a vasútépítők számára is problémát okoztak.
A településen több vendéglátóipari egység is üzemel. A helyi fagyizó népszerű az átutazók körében.

## Fordítás
- Ez a szócikk részben vagy egészben  a   Rice Hill, Oregon című angol Wikipédia-szócikk ezen változatának fordításán alapul.  Az eredeti cikk szerkesztőit annak laptörténete sorolja fel. Ez a jelzés csupán a megfogalmazás eredetét és a szerzői jogokat jelzi, nem szolgál a cikkben szereplő információk forrásmegjelöléseként.